# Spider-Man: Putovanje kroz Spider-svijet
Spider-Man: Putovanje kroz Spider-svijet (eng. Spider-Man: Across the Spider-Verse) je animirani film iz 2023. godine, redatelja Joaquima Dos Santosa, Kempa Powersa i Justina K. Thompsona.
Film je nastavak na film Spider-Man: Novi svijet iz 2018. godine. A 2024. će biti objavljen nastavak Spider-Man: Beyond the Spider-Verse, koji bi trebao biti prikazan u SAD-u 29. ožujka 2024.

## Uloge
| Ime                                     | Engleska inačica  | Hrvatska inačica   |
| --------------------------------------- | ----------------- | ------------------ |
| Miles Morales / Spider-Man              | Shameik Moore     | Adnan Prohić       |
| Gwen Stacy / Spider-Woman               | Hailee Steinfeld  | Anja Nigović       |
| Jefferson Davis                         | Brian Tyree Henry | Tarik Filipović    |
| Rio Morales                             | Luna Lauren Velez | Ana Begić          |
| Peter B. Parker / Spider-Man            | Jake Johnson      | Frano Mašković     |
| Dr. Jonathan Ohnn / Točka               | Jason Schwartzman | Franjo Dijak       |
| Jessica Drew / Spider-Woman             | Issa Rae          | Ksenija Marinković |
| Pavitr Prabhakar / Spider-Man India     | Karan Soni        | Daniel Dizdar      |
| Hobart "Hobie" Brown / Spider-Punk      | Daniel Kaluuya    | Siniša Švec        |
| Miguel O'Hara / Spider-Man 2099         | Oscar Isaac       | Dušan Bućan        |
| George Stacy                            | Shea Whigham      | Dražen Šivak       |
| Lyla                                    | Greta Lee         | Amanda Prenkaj     |
| Aaron Davis                             | Mahershala Ali    | Igor Kovač         |
| Ben Reilly / Scarlet Spider             | Andy Samberg      | Vinko Štefanac     |
| Miles G. Morales / Prowler              | Jharrel Jerome    | Adnan Prohić       |
| Margo Kess / Spider-Byte                | Amandla Stenberg  | Helena Novosel     |
| Peter Parker iz Zemlje-65               | Jack Quaid        | Luka Starman       |
| Gđa. Weber                              | Rachel Dratch     | Sanja Marin        |
| Lenny                                   | Ziggy Marley      | Nikola Marjanović  |
| Adriano Tumino / Strvinar               | Jorma Taccone     | Domagoj Janković   |
| Peni Parker / SP//dr                    | Kimiko Glenn      | Sandra Hrenar      |
| Peter Parker / Spider-Man Noir          | Nicolas Cage      |                    |
| Peter Prasker / Spider-Ham              | John Mulaney      | Ozren Grabarić     |
| May / Quippy Spider-Person              | Elizabeth Perkins | Sanja Marin        |
| Patrick O'Hara / Web-Slinger            | Taran Killam      | Goran Malus        |
| Lego Spider-Man                         | Nic Novicki       | Dario Marčac       |
| Peter Parker / Spektakularni Spider-Man | Josh Keaton       | Goran Vrbanić      |
| Peter Parker / Insomniac Spider-Man     | Yuri Lowenthal    | Goran Vrbanić      |
| Ezekiel Sims / Spider-Man psiholog      | Mike Rianda       | Goran Vrbanić      |
| Malala Windsor / Spider-UK              | Sofia Barclay     |                    |
| Charlotte Webber / Sun-Spider           | Danielle Perez    |                    |
| Metro Spider Man                        | Metro Boomin      | Luka Starman       |
| Max Borne / Spider-Man 2211             |                   |                    |
| Mary Jane Watson                        | Melissa Sturm     | Ivana Starčević    |

### Ostali glasovi
- Nikica Viličić
- Ana Ćapalija
- Boris Barberić
- Jan Kovačić

Hrvatska sinkronizacija
- Tonska obrada: Livada Produkcija
- Redatelj dijaloga: Ivan Planinić

### Ostali likovi
Ostale Spider-Man alternativne verzije, koje se pojavljuju u filmu.
- Peter Parker / Spider-Man iz televizijske serije Spider-Man Unlimited (1999–2001)
- Peter Parker / Spider-Man iz Marvel Mangaverse-a
- Cyborg Spider-Woman
- Bombastic Bag-Man
- Julia Carpenter / Spider-Woman
- Samurai Spider-Man
- Canadian Spider-Woman
- Doppelganger
- Ashley Barton / Spider-Kingpin
- Flash Thompson / Captain Spider
- Maybelle Reilly / Lady-Spider
- Mary Jane Parker / Spinneret i njezina kćer Anna May-Parker / Spiderling iz limitirane televizijske serije Amazing Spider-Man: Renew Your Vows (2015.)
- Spidercide
- Last Stand Peter Parker
- Earth X Spider-Man
- Spider-Cop
- Spider-Armour MK I, MK II and MK III
- Chibi Spider-Man
- Tarantula of Earth-1610A
- Prince of Arachne
- Pter Ptarker / Spider-Rex
- Spider-Cat
- Spider-Monkey
- Spider-Wolf
- Peter Parkedcar / Spider-Mobile
- May "Mayday" Parker kao mala kćer Petera B. Parkera i Mary Jane, zajedno i kao alternativna verzija za odrasle koja djeluje kao Spider-Girl.

## Vanjske poveznice
- Službena stranica
- Spider-Man: Putovanje kroz Spider-svijet u internetskoj bazi filmova IMDb-a